# Морье, Дэвид
Дэвид Морье (англ. David Morier; 1705[…], Берн — 1770[…], Лондон) — англо-швейцарский художник.

## Биография
Родился в Швейцарии. Прибыл в Англию в 1743 году. В 1745 получил покровительство герцога Камберлендского. Сопровождал армию герцога в Шотландию, и, вероятно, был свидетелем битвы при Каллодене, произошедшей в ходе Второго якобитского восстания 16 апреля 1746 года в окрестностях Каллодена, селения в северной Шотландии неподалеку от г. Инвернесс, ставшей впоследствии темой его знаменитой картины.
Картина Д. Морье изображает кульминационный момент битвы, когда шотландские ополченцы под предводительством Чарльза Эдуарда Стюарта, претендента на британский престол сошлись в рукопашной схватке с английским 4-м пехотным полком полковника Баррелла.
Дэвид Морье — художник-портретист, известный, в основном, картинами на военную тематику и исторических полотен времен войны за австрийское наследство, а также связанного с ним Второго якобитского восстания.
Автор ряда конных портретов своего покровителя Вильгельма Августа герцога Камберлендского и других старших офицеров. Им создана большая серия художественных работ, известных, как гренадерские картины, на которых с документальной точностью художником изображена форма и амуниция тех лет, предшествовавших Семилетней войне.
В 1748 году герцог пожелал, чтобы его любимая армия была увековечена на картинах и сделал заказ Д. Морье. Начиная с 1749 года, художник приступил к созданию картин и больших панно с изображением гренадеров каждого из 49 полков пехоты и трёх гвардейских пехотных полков. На каждой панели были представлены три гренадерских рядовых из трёх разных полков, в порядке и в различных позах, подготовленных к маршу. Морье также написал картины кавалерийских полков армии.
После того, как герцог потерял своё влияние в связи с неумелым руководством в новой войне и поражением в сражении при Хастенбеке, карьера Морье пошла на спад.
В 1769 году он был заключен в долговую тюрьму Флит.

## Галерея

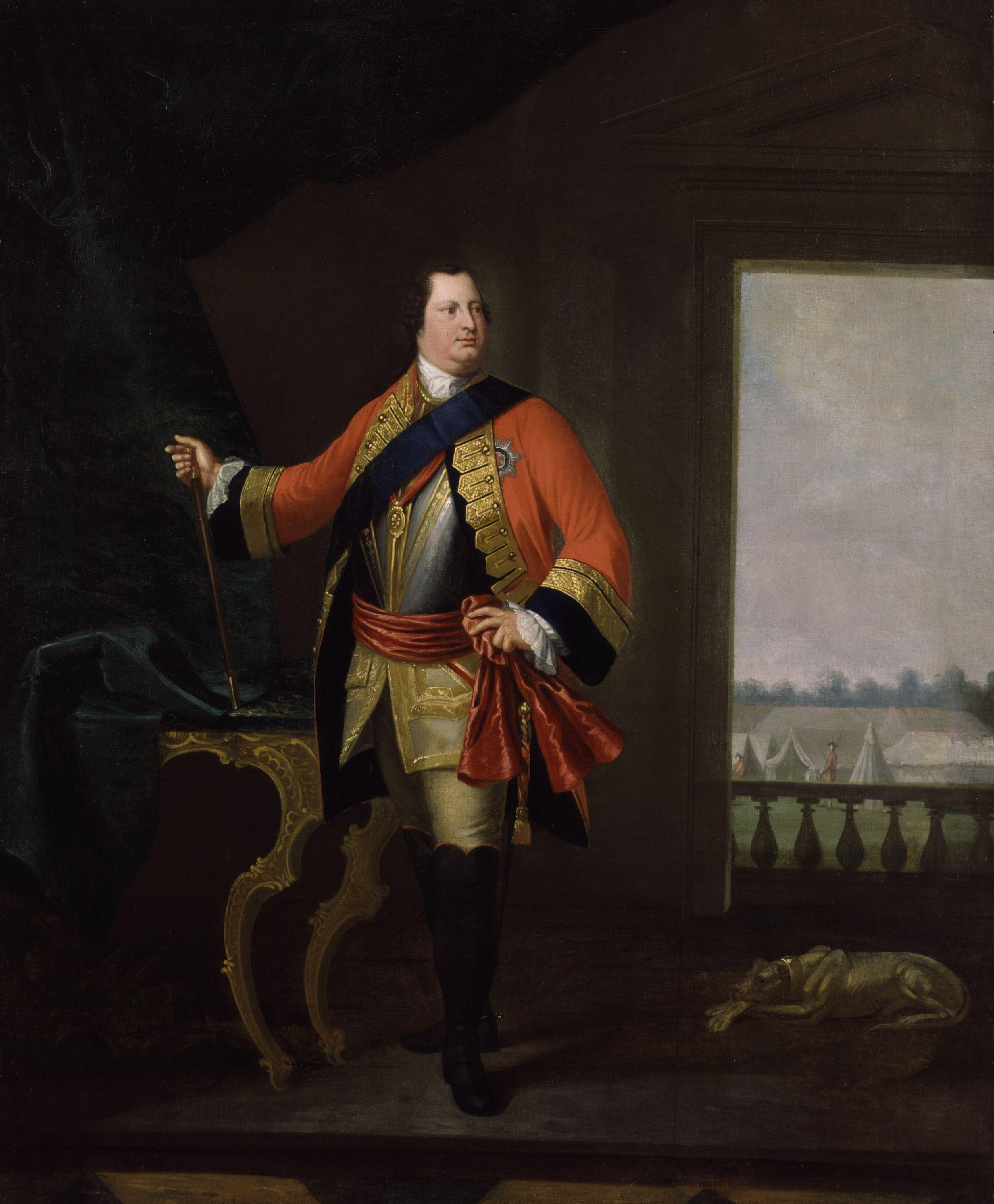
Вильгельм Август герцог Камберлендский.
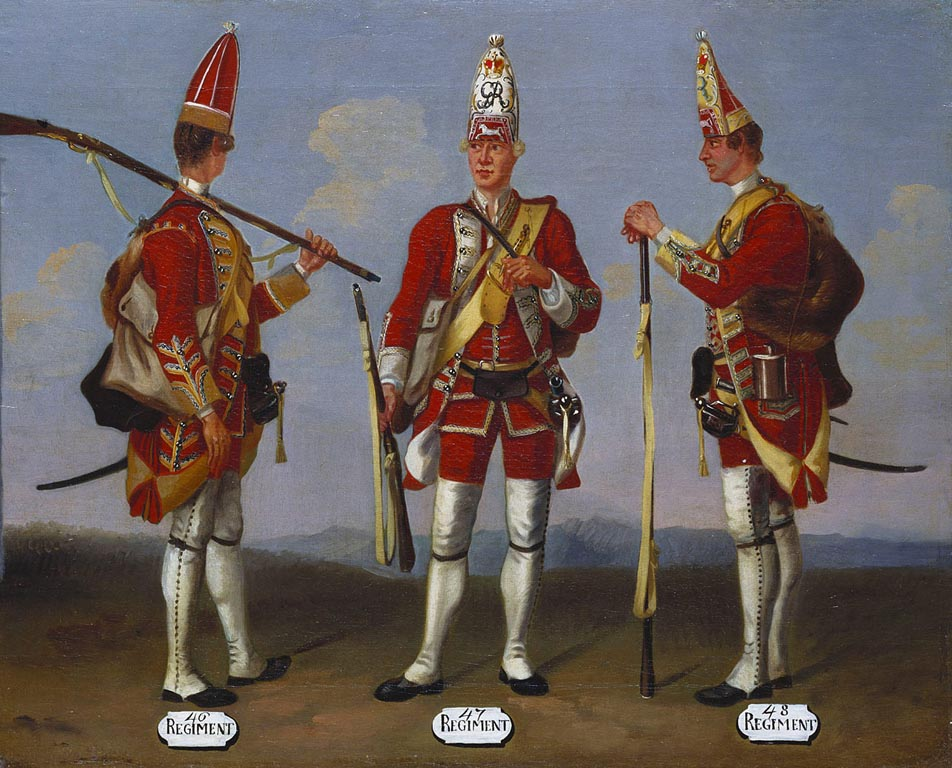
Гренадеры 47,48 и 49 пехотных полков. 1750 г.
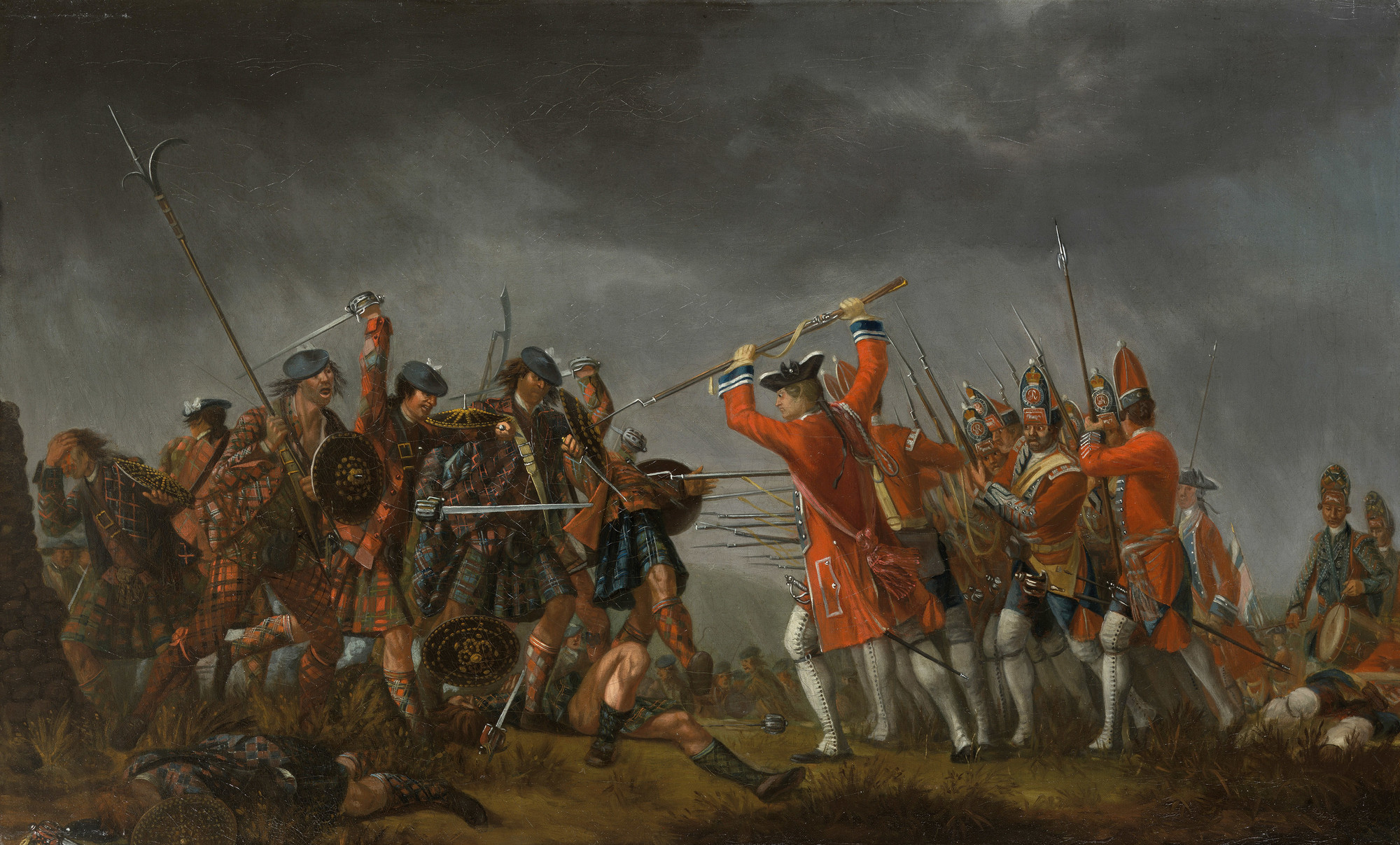
Сражение при Каллодене.